# ام‌وی هوی هید
ام‌وی هوی هید (به انگلیسی: MV Hoy Head) یک کشتی است که طول آن ۵۳٫۵ متر (۱۷۵٫۵ فوت) می‌باشد. این کشتی در سال ۱۹۹۴ ساخته شد.